# Bingsu

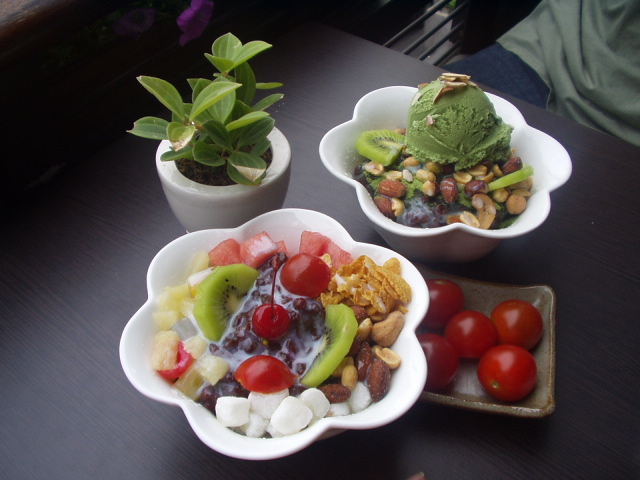
Patbingsu

Patbingsu (auch kurz Bingsu oder Bingsoo; Hangeul: 팥빙수) ist ein Dessert der koreanischen Küche. 
Patbingsu besteht aus Adzukibohnenpaste (Pat), Eisspänen und anderen Zutaten wie gezuckerter Kondensmilch, Fruchtsirup, verschiedenen Früchten wie Erdbeeren, Kiwis oder Bananen, kleinen Stücken von Tteok (Reiskuchen), Geleestückchen, Cornflakes und Getreidepulver (미숫가루). Es wird oft mit Eis oder gefrorenem Joghurt gekrönt.